# Pocisk przeciwpancerno-smugowy
Pocisk przeciwpancerno-smugowy – pocisk będący połączeniem pocisku przeciwpancernego i pocisku smugowego. Pocisk taki służy do niszczenia celów opancerzonych. Podczas lotu pozostawia on ślad wizualny w postaci smugi dymu lub jasnego świecenia się, co ułatwia korygowanie ognia i zwiększa jego celność.